# 臨海工業區站
捷運臨海工業區站位於台灣高雄市小港區，為高雄捷運紅線（小港林園線）（規劃中）的捷運車站。本站為服務臨海工業區的捷運車站。

## 車站構造
地下車站，兩個出入口。

### 車站樓層
| 地面      | 出入口                     | 出入口                                    |
| 地下 一樓 | 大廳層                     | 車站大廳、詢問處、自動售票機、驗票閘門    |
| 地下 一樓 | 大廳層                     | 廁所（付費區外，近出口）                  |
| 地下 二樓 | 1號月台                    | ← 紅線 往林園工業區方向（勞工訓練中心站） |
| 地下 二樓 | 島式月台，左邊車門將會開啟 |                                           |
| 地下 二樓 | 2號月台                    | → 紅線 往大湖方向（小港站）→              |

## 車站週邊
- 臨海工業區